# Генеральный Малороссийский суд
Генеральный Малороссийский суд — высшее судебное учреждение в Малой России, в конце XVIII — первой трети XIX века, подчинённое Сенату. 

## История
До воссоединения, в 1654 году, русских земель высшей апелляционной инстанцией для жителей Малой России в Польской Руси служил люблинский трибунал, который был позже уничтожен. 
После возвращения земель были образованы новые казацкие суды, и высшим из них был суд генеральный, который официально существовал до образования, в 1782 году, наместничеств, хотя на самом деле действовал до 1790 года. 
При Всероссийском императоре Павле I в Малой России были восстановлены генеральный, земские и подкоморские суды, для улучшения судоустройства, искоренения неудовлетворительного судопроизводства и прекращения широкого простора для «усмотрения» судей, что вело к целому ряду злоупотреблений, дабы «малороссийский народ неправедными судами утесняем не был». Согласно указу императора Павла I, от 30 ноября 1796 года, этот генеральный суд практически взял на себя восстановленные функции Генерального войскового суда, ликвидированного в 1782—1790 годах. Его деятельность распространялась на вновь созданную в том же году Малороссийскую губернию с центром в Чернигове, в котором и разместился генеральный суд. Реально генеральный суд начал работу в 1797 году в составе гражданского и уголовного департаментов (два генеральных судьи и 10 заседателей, избравшихся на дворянских собраниях на три года). Выполнением решения генерального малороссийского суда занимался генерал-пристав. 
Генеральный Малороссийский суд прекратил существование в 1831 году вследствие централизации судопроизводства в Российской империи.

## Судьи
Ниже представлены (не все) судьи:
- Богдан Иванович Пассек[4];